# Mosāferābād
Mosāferābād (persiska: مسافر آباد, مُظَفَّر آباد) är en ort i Iran.   Den ligger i provinsen Hormozgan, i den sydöstra delen av landet, 1 000 km sydost om huvudstaden Teheran. Mosāferābād ligger 497 meter över havet och antalet invånare är 117.
Terrängen runt Mosāferābād är platt. Runt Mosāferābād är det ganska glesbefolkat, med 40 invånare per kvadratkilometer. Närmaste större samhälle är Chīromābād, 8,2 km sydost om Mosāferābād. Trakten runt Mosāferābād är ofruktbar med lite eller ingen växtlighet.